# Syntaxonomie
Het begrip syntaxonomie wordt in de biologie gebruikt voor de wetenschap van het indelen van levensgemeenschappen of biocoenoses. 
Onder syntaxonomie (syn = samen, taxon = taxonomische eenheid, syntaxon = gemeenschap) verstaat men zowel het classificatiesysteem zelf als de methode die aan de basis van de classificatie ligt. Aan de basis ligt het syntaxon (meervoud: syntaxa). Deze begrippen zijn analoog aan de taxonomie en het taxon in de biologie, met name in de systematiek. 
Zo is in de vegetatiekunde de syntaxonomie een classificatiesysteem voor plantengemeenschappen. Dit classificatiesysteem is ontworpen door de Frans-Zwitserse School, die ook in Nederland en België het meest gevolgd wordt. 
In de syntaxonomie van plantengemeenschappen onderscheidt men een vijftal rangen of syntaxa. De basiseenheid is de associatie, die overeenkomt met de soort in de taxonomie. Plantenassociaties worden gegroepeerd in verbonden, vervolgens in orden en ten slotte in klasses.
Onder de rang van associatie onderscheidt men lokaal soms nog meerdere subassociaties.

## Naamgeving
De definities, principes, regels en aanbevelingen rond de naamgeving van syntaxa zijn vastgelegd in de International Code of Phytosociological Nomenclature, die bepaald zijn door de nomenclatuurcommissie van de International Association for Vegetation Science (IAVS) en de Federation Internationale de Phytosociologie (FIP).
De naamgeving van syntaxa volgt het systeem van die van de taxa, dus elke rang krijgt een specifiek suffix. 
| Rang          | Uitgang | Voorbeeld                                            |
| ------------- | ------- | ---------------------------------------------------- |
| Klasse        | -etea   | Alnetea (klasse van elzenbroekbossen)                |
| Orde          | -etalia | Alnetalia (orde van elzenbroekbossen)                |
| Verbond       | -ion    | Alnion (verbond van elzenbroekbossen)                |
| Associatie    | -etum   | Carici elongatae-Alnetum (elzenzegge-elzenbroek)     |
| Subassociatie | -etosum | Fraxino-Ulmetum alnetosum (elzenrijk essen-iepenbos) |

## Codering
In Nederland wordt om een syntaxon te identificeren ook een syntaxoncode gebruikt naast de Nederlandstalige en de wetenschappelijke naam. Deze codes zijn vastgelegd in De vegetatie van Nederland en de Atlas van plantengemeenschappen in Nederland.
Syntaxoncodes bestaan uit de volgende delen:
- Een kleine r; deze geeft weer of men te maken heeft met de huidige code uit de Revisie Vegetatie van Nederland
- Een één- of tweedelig nummer dat de klasse beschrijft (er zijn voor Nederland 62 klassen beschreven)
- Een hoofdletter voor de orde (per klasse)
- Een kleine letter voor het verbond (per orde)
- Een één- of tweecijferig nummer voor de associatie (per verbond)
- Een kleine letter voor de subassociatie (per associatie)
- Voor een rompgemeenschap wordt de syntaxoncode gecombineerd met 'RG'

Voorbeeld: de code r20Aa02 staat voor de associatie van struikhei en bosbes (Vaccinio-Callunetum).